# Вихованюк Іван Васильович
Іван Васильович Вихованюк (17 вересня 1949, Підгайчики — 7 серпня 2014, Київ) — український лікар-кардіолог, педагог. Доктор медичних наук (1992), професор. Автор понад 150 наукових робіт, зокрема декількох авторських свідоцтв на винаходи. Дослідник актуальних питань діагностики та лікування аритмій серця, серцевої недостатності, кардіоміопатій та інших серцево-судинних захворювань.
Протягом 16 років — професор Київського державного інституту удосконалення лікарів (1985—2001). Майже 15 років — незмінний керівник заснованого ним кардіологічного медичного центру «Серце та судини» (2001—2014). Учень професорів Миколи Фуркала та Геннадія Книшова.

## Життєпис
Народився 17 вересня 1949-го року у селі Підгайчики на Івано-Франківщині.
У 1976-му році закінчив Івано-Франківський медичний інститут. Через два роки розпочав роботу в Українському науково-дослідному інституті кардіології у Києві.
У 1982-му році здобув науковий ступінь кандидата медичних наук, захистивши дисертацію, присвячену проблемам артеріальної гіпертензії.
З 1985-го року — доцент кафедри функціональної діагностики Київського державного інституту удосконалення лікарів (КДІУЛ).
У 1992-му році здобув науковий ступінь доктора медичних наук, захистивши дисертацію на тему «Клинико-функциональная характеристика ишемической болезни сердца после операции аорто-коронарного шунтирования: особенности течения заболевания, диагностики и лечения» (наукові консультанти — професори Микола Фуркало та Геннадій Книшов).

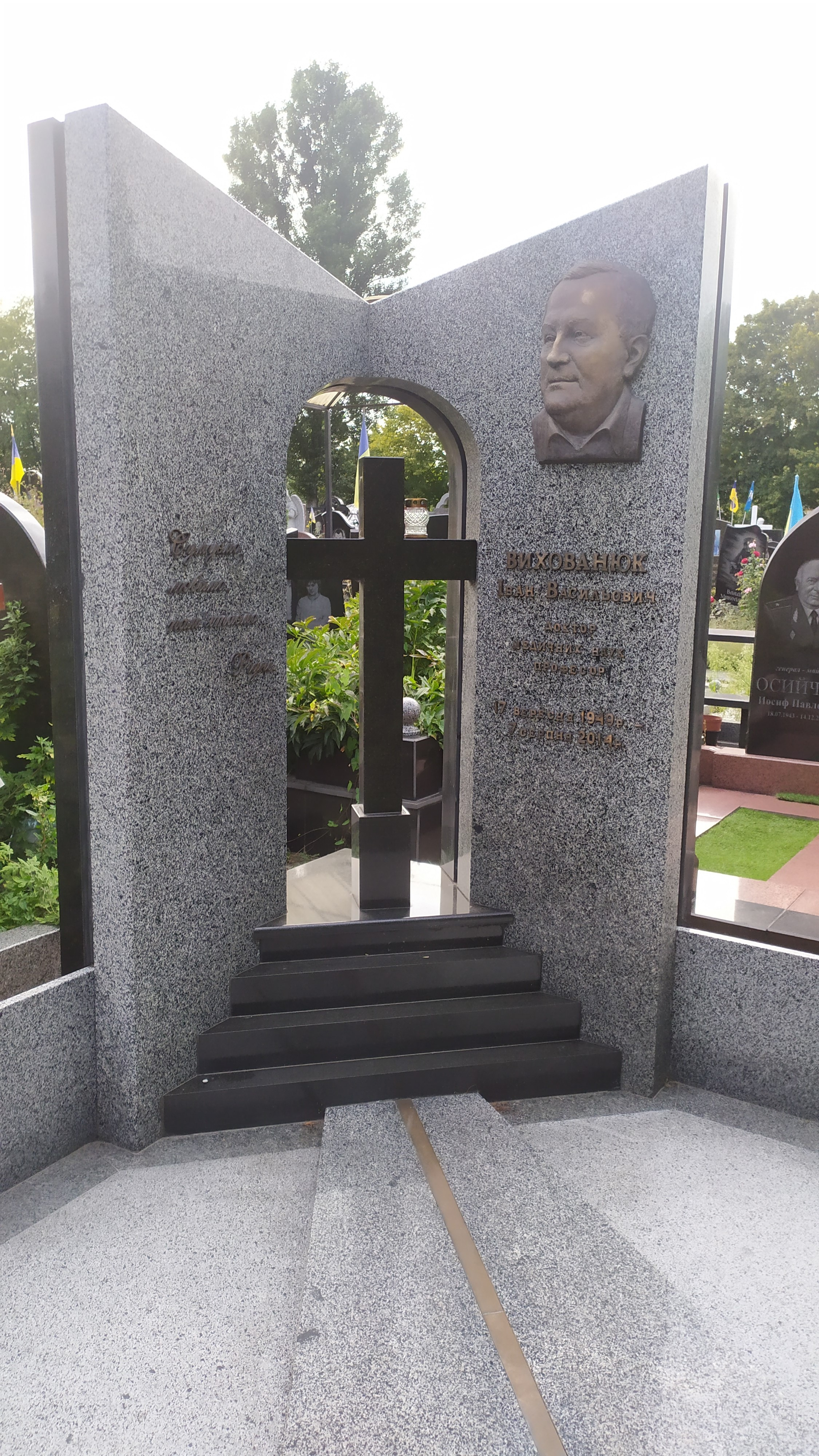
Могила Івана Вихованюка, Берковецьке кладовище

Після захисту дисертації викладав у професорському вченому званні на кафедрі серцево-судинної хірургії КДІУЛ. У 2001-му році відкрив власний кардіологічний медичний центр «Серце та судини», яким незмінно керував до кінця життя.
З середини 2000-х років брав участь у проведенні медичних прямих ліній газети «Факти та коментарі», де, як експерт-кардіолог, відповідав на численні запитання читачів газети.
Автор понад 150-ти наукових робіт, зокрема декількох авторських свідоцтв на винаходи. Дослідник актуальних питань діагностики та лікування аритмій серця, серцевої недостатності, кардіоміопатій та інших серцево-судинних захворювань.
Раптово помер 7 серпня 2014-го року. Похований на Берковецькому кладовищі Києва, неподалік від центрального входу (50°29′17.03″ пн. ш. 30°23′41.05″ сх. д. / 50.4880639° пн. ш. 30.3947361° сх. д.).

## Науковий доробок
- «Оценка некоторых диагностических критериев ишемической болезни сердца и их выявление у людей с повышенным артериальным давлением» // ТА. 1982. № 5
- «Выявление нарушений ритма и проводимости сердца при массовых обследованиях населения» / И. В. Выхованюк // Тезисы докладов Грузинской республиканской научной конференции молодых медиков. — Тбилиси, 1985. — С. 239—240.
- «Дозированная ходьба как средство вторичной профилактики артериальной гипертонии» / И. П. Смирнова, И. М. Горбась, И. В. Выхованюк // Кардиология. — 1987. Т. 27. — №.9. — С. 63-66.
- «О проблеме хирургического и медикаментозного лечения ишемической болезни сердца». Г. В. Кнышов, И. В. Выхованюк // Врачебное дело. — 1991. — № 2. — С. 23-27.
- «Клинико-функциональная характеристика ишемической болезни сердца после операции аорто-коронарного шунтирования: особенности течения заболевания, диагностики и лечения»: диссертация доктора медицинских наук : 14.00.06. — Киев, 1992.
- Выхованюк И. В. «Эффективность основных антиангинальных препаратов у больных со стенокардией после операции аортокоронарного шунтирования» // Кардиология. 1993. Т. 33, № 10, С. 125.
- «Гемодинамические критерии использования антагонистов кальция у больных ишемической болезнью сердца после аортокоронарного шунтирования» // Український кардіологічний журнал. 1995. № 3
- Вихованюк І. В. Перша в Україні приватна кардіологічна клініка працює з хворими в амбулаторному режимі: [Про приват. кардіол. клініку «Серце і судини», Київ: Бесіда з кер. мед. закладу Іваном Васильовичем Вихованюком / Записала Наталія Данюк] // Ваше здоров'я. — 2004. — 23—29 лип. (№ 28). — С. 6.
- «Досвід надання спеціалізованої допомоги хворим із серцево-судинними захворюваннями в амбулаторних умовах» // Український кардіологічний журнал. 2004. № 3
- «К вопросу о динамике развития рестеноза почечных артерий после стентирования» / Е. В. Афанасьева, И. В. Выхованюк, С. Ю. Зотов, Е. В. Черноусова // Судак, 2006.

### Авторські свідоцтва на винаходи (у співавторстві)
- 1989 — «Способ лечения ишемической болезни сердца»
- 1991 — «Способ диагностики вазоспастической стенокардии»
- 1999 — «Розчин для корекції водно-сольового та електролітного балансу крові і спосіб його промислового виготовлення»